# КК Паркљи Љубљана
КК Паркли Љубљана је словеначки кошаркашки клуб из Љубљане. Основан је 1993. године. Такмичио се у Другој лиги Словеније.

## Познатији играчи
- Едо Мурић
- Дино Мурић